# Bab Berdaine-moskee
De Bab Berdaine-moskee is een moskee in de oude medina van Meknes in het noorden van Marokko.
De moskee werd gebouwd in de 18e eeuw door één van de vrouwen van de Alaouitische sultan Ismail I genaamd Khunata bint Bakkar.
Het werd gebouwd tijdens het bewind van de Alaouitische sultan Ismail I in de 18e eeuw op initiatief van de opmerkelijke vrouw Khunata bint Bakkar. In 2008 vond de renovatie plaats.
De moskee heeft een oppervlakte van meer dan 620 m² en is gebouwd in de Merinidische bouwstijl.